# Prezydenci Zambii
Prezydent Zambii jest głową państwa i stoi na czele rządu. Pierwszym prezydentem niepodległej Zambii był Kenneth Kaunda od 1964 roku.
Dopiero od 31 sierpnia 1991, Prezydent jest jednocześnie głową państwa i pełni funkcję premiera rządu. Prezydent jest wybierany w wyborach powszechnych na 5-letnią kadencję. Od 1991 roku urząd można sprawować maksymalnie przez dwie kadencje.

## Lista prezydentów Zambii
| Osoba | Osoba                    | Osoba                               | Kadencja             | Kadencja             | Partia polityczna |
| #     | Portret                  | Imię i nazwisko                     | Od                   | Do                   | Partia polityczna |
| ----- | ------------------------ | ----------------------------------- | -------------------- | -------------------- | ----------------- |
| 1     |                          | Kenneth Kaunda (1924–2021)          | 24 października 1964 | 2 listopada 1991     | UNIP              |
| 2     |                          | Frederick Chiluba (1943–2011)       | 2 listopada 1991     | 2 stycznia 2002      | MMD               |
| 3     |                          | Levy Mwanawasa (1948–2008)          | 2 stycznia 2002      | 19 sierpnia 2008     | MMD               |
| —     |                          | Rupiah Banda (1937–2022) tymczasowo | 29 czerwca 2008      | 2 listopada 2008     | MMD               |
| 4     | Rupiah Banda (1937–2022) | 2 listopada 2008                    | 23 września 2011     |                      | MMD               |
| 5     |                          | Michael Sata (1937–2014)            | 23 września 2011     | 28 października 2014 | PF                |
| —     |                          | Guy Scott (1944–) tymczasowo        | 28 października 2014 | 25 stycznia 2015     | PF                |
| 6     |                          | Edgar Lungu (1956–2025)             | 25 stycznia 2015     | 24 sierpnia 2021     | PF                |
| 7     |                          | Hakainde Hichilema (1962–)          | 24 sierpnia 2021     | nadal                | UPND              |